# Heroji (TV-serija)
Heroji (izvirno Heroes) je ameriška znanstvenofantastična dramska serija, ki jo je NBC predvajal med 25. septembrom 2006 in 8. februarjem 2010.
Zgodba spremlja življenja ljudi, ki so sprva mislili da so povsem navadni ljudje, dokler niso odkrili posebne zmožnosti, kot so telepatija, potovanje skozi čas, letenje, obnavljanje telesa po poškodbah, ...

## Sezone
| Sezone   | Epizode | Prvič predvajano na NBC               | Prvič predvajano na TV3              |
| -------- | ------- | ------------------------------------- | ------------------------------------ |
| 1.sezona | 23      | 25. september 2006 - 21. maj 2007     | 9. februar 2009 - 12. marec 2009     |
| 2.sezona | 11      | 24. september 2007 - 3. december 2007 | 13. marec 2009 - 22. maj 2009        |
| 3.sezona | 25      | 22. september 2008 - 27. april 2009   | 23. oktober 2009 - 16. april 2010    |
| 4.sezona | 18      | 21. september 2009 - 8. februar 2010  | 28. november 2010 - 13. februar 2011 |

### Prva sezona
Prva sezona prikazuje, kako junaki začenjajo odkrivati svoje nadnaravne sposobnosti. Prikazane so njihove reakcije, občutki in vpliv sposobnosti na njihovo življenje. V tem času profesor genetike Mohinder Suresh nadaljuje očetove raziskave o njihovem obstoju. Zgodba govori tudi o Noah Bennetu, ki predstavlja člana skrivnostne Organizacije "Company". Z odkritjem sposobnosti so junaki hote ali nehote prisiljeni v beg pred Organizacijo in zaustavitvijo eksplozije v New Yorku.

### Druga sezona
Druga sezona se začne štiri mesece po rešitvi New Yorka. Glavna tema je virus Shanti, ki je smrtonosen in hitro nalezljiv. Sylar pa je na lovu za ljudmi, ki imajo nadnaravne sposobnosti. Junaki na koncu združijo moči, da bi ustavili izpust smrtonosnega virusa in preprečili pandemijo. Prvotno je bilo mišljeno, da bi bila druga sezona daljša, a so nekatere prizore bili primorani skrčiti, zaradi stavke scenaristov.

### Tretja sezona
Tretja sezona se začne z atentatom na Nathana, ko želi javnost obvestiti o ljudeh z nadnaravnimi sposobnostmi. Govori o boju med junaki in zlobneži. Veliko je tudi skokov skozi čas, kar povzroči več sprememb v sedanjosti. Spoznamo Arthurja Petrellija, ki si želi izdelati formulo, ki bi dala navadnim ljudem sposobnosti. To je tudi glavna stvar, zaradi katere se strani borijo. Pozneje se začne lov na ljudi s sposobnostmi, ki ga vodi ameriška vlada. Ob zaključku sezone pa se spopadeta Sylar in Nathan.

### Četrta sezona
/

## Glavni igralci
- Hayden Panettiere (Claire Bennet)
- Jack Coleman (Noah Bennet)
- Masi Oka (Hiro Nakamura)
- Greg Grunberg (Matt Parkman)
- Adrian Pasdar (Nathan Petrelli)
- Milo Ventimiglia (Peter Petrelli)
- Sendhil Ramamurthy (Mohinder Suresh)
- Zachary Quinto (Sylar/Gabriel Gray)
- Cristine Rose (Angela Petrelli)
- Ali Larter (Tracy Strauss)
- James Kyson Lee (Ando Masahashi)

## Nagrade in priznanja
- 2007 - Nagrada People's Choice za najboljšo novo TV dramo
- 2007 - 3 nagrade Saturn (najboljšo televizijsko nadaljevanko; Masi Oka najboljši stranski igralec; Hayden Panettiere najboljša stranska igralka) in še 2 nominaciji
- 2007 - 8 nominacij za emmya
- 2007 - 2 nominaciji za zlate globuse (najboljši stranski igralec Masi Oka; najboljšo dramsko TV nadaljevanko)